# ハヌマーン・シッルアンポープン
ハヌマーン・シッルアンポープン（Hanuman Sithluangporphun、1991年5月21日 - ）は、タイのプロボクサー。元PABAライトフライ級暫定王者。カーラシン県出身。
ステープ・ソーポーロークルンテープというリングネームで日本のリングに立ったことがある。

## 来歴
2011年2月1日、バンコクのルンピニー・スタジアムでアナンタチャイ・ソーポーロークルンテープと対戦し、0-3の判定負けを喫しデビュー戦を白星で飾れなかった。
2011年11月9日、天津の天津人民体育館でWBOチャイナゾーンフライ級王者馬一鳴と対戦し、12回0-3（108-119、109-118、110-117）の判定負けを喫し王座獲得に失敗した。
2013年2月14日、パトゥムターニー県でアナンタチャイ・ソーポーロークルンテープと対戦し、6回判定勝ちを収め2年ぶりの再戦で借りを返した。
2013年7月23日、後楽園ホールで若松竜太とステープ・ソーポーロークルンテープというリングネームでスーパーバンタム級8回戦を行い、3回にステープの肘打ちを受けた若松の出血が酷く試合続行が不可能となった為、3回24秒失格負けを喫した。
2013年11月16日、杭州でジョナタン・バアトと対戦し、プロ初のKO負けとなる5回2分10秒KO負けを喫した。
2014年1月24日、ウタイターニー県でジミー・マサンカイと対戦し、6回判定勝ちを収め再起に成功した。
2014年5月15日、ナコーンパトム県でファリス・ネンゴと対戦し、6回判定勝ちを収めた。
2014年11月7日、アムナートチャルーン県でウィルバー・アンドガンとPABAライトフライ級暫定王座決定戦を行い、3-0の判定勝ちを収め王座獲得に成功した。
2015年3月13日、ウボンラーチャターニー県サムローン郡のサムローン郡役所前でステヴァヌス・ナナ・バウと対戦し、9回1分26秒KO勝ちを収めPABA暫定王座の初防衛に成功した。
2015年10月16日、アユタヤ県のアユタヤ歴史公園でヘリ・アモルと対戦し、3-0の判定勝ちを収めPABA暫定王座の2度目の防衛に成功した。

## 獲得タイトル
- PABAライトフライ級暫定王座